# Rădaia, Cluj
Rădaia (în maghiară Andrásháza) este un sat în comuna Baciu din județul Cluj, Transilvania, România.

## Date geografice
Altitudinea medie: 381 m. 